# 946

## Decese
- 26 mai: Edmund I al Angliei, rege al Angliei (din 939), (n. 921)

- 4 iunie: Guaimar al II-lea de Salerno, principe longobard de Salerno (din 901), (n. ?)